# Malpaisillo
Malpaisillo, med  5 435 invånare (2005), är centralorten i kommunen Larreynaga i departementet León, Nicaragua. Den ligger i den västra delen av landet, på slättlandet norr om vulkanen Cerro Negro. 